# Strahlenfeuerfisch

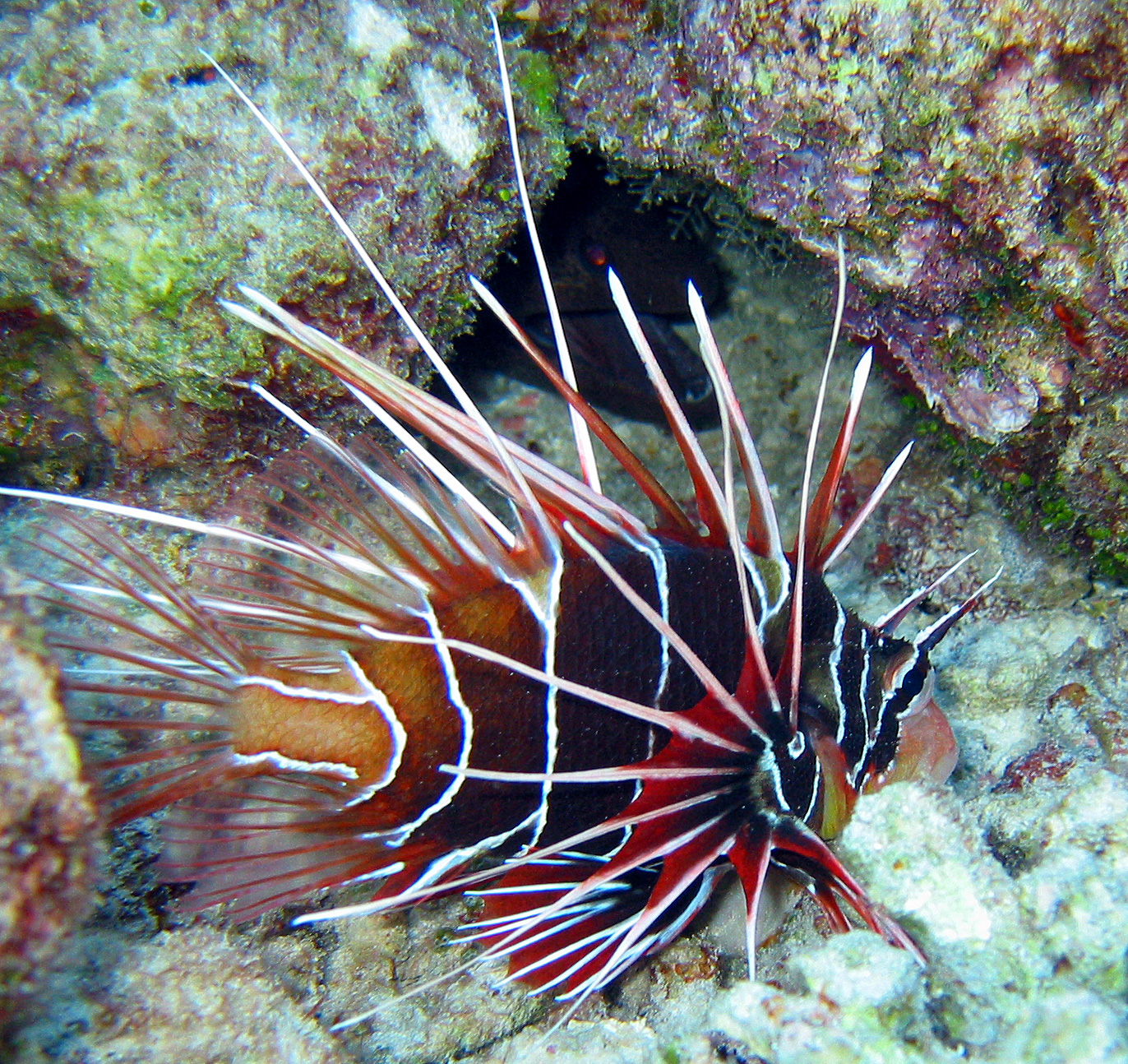

Der Strahlenfeuerfisch (Pteropterus radiatus, Synonym: Pterois radiata) lebt im Indopazifik vom Roten Meer und der Küste Südafrikas bis zu den Ryūkyū-Inseln, den Gesellschaftsinseln und Neu-Kaledonien in Lagunen und an Außenriffen in Tiefen bis 30 Metern. Im Roten Meer ist er häufig, im Rest des Verbreitungsgebietes eher selten.

## Merkmale
Strahlenfeuerfische werden maximal 24 Zentimeter lang, bleiben aber für gewöhnlich bei einer Länge von 20 Zentimeter. Ihre Farbe ist rötlich bis bräunlich in 5 bis 6 breiten Querbändern, die von hellen Linien voneinander getrennt werden. Auf dem Schwanzflossenstiel wird eine waagerechte, rötliche Region von feinen, hellen Linien umschlossen. Die Strahlenfeuerfische sind die einzige Pterois-Art die dieses Muster aufweisen und die keine Farbmarkierungen auf den reinweißen Flossenstacheln haben. Die Brustflossenstacheln sind kaum mit Flossenmembran verbunden und stehen weitgehend frei.
Flossenformel: Dorsale XII–XIII, 10–12, Anale III, 5–6.
Wie fast alle Skorpionfische sind Strahlenfeuerfische giftig. Das Gift befindet sich in den 13 Hartstrahlen der ersten Rückenflosse, in den drei Hartstrahlen der Afterflosse und in den beiden Hartstrahlen der Bauchflossen.

## Lebensweise
Die Fische bevorzugen felsige Regionen in flachen Riffen und Lagunen, seltener in Außenriffen und scheinen Steinkorallenbestände zu meiden. Tagsüber halten sich die dämmerungsaktiven Tiere unter Vorsprüngen und in Spalten auf. Sie ernähren sich von Krabben und anderen Krebstieren. Strahlenfeuerfische jagen manchmal gemeinsam mit dem Antennen-Feuerfisch (Pterois antennata). Männliche Fische sind territorial und vertreiben mögliche Konkurrenten.